# Efestrida
Efestrida es un manto griego parecido a la clámide y al efaptis y que, como el sagum y el paludamentum de los romanos, se sujetaba sobre el hombro con un broche y cubría el vestido y las armas.

## Clases
Había efestridas de muy distintas clases; unos de tejido grueso y burdo para protegerse contra la lluvia y el frío; otro, como el cilicio romano, hecho de pieles de cabra y que resistían las flechas y el fuego y, por último, otros de tela fina y ligera, teñidos o bordados en diversos colores y algunas veces de púrpura y oro, usados por las mujeres y también por algunos hombres.

## Otros usos de la palabra
Se daba el mismo nombre a los cobertores o colchas que se ponían sobre las camas, y a las mantas o coberturas de los caballos.